# Made in the A.M.
Made in the A.M.는 원 디렉션의 다섯번째 정규 음반으로, 2015년 발매되었다.